# Teltow-Krieg und Magdeburger Krieg
Der Teltow-Krieg und der Magdeburger Krieg (auch Teltower Krieg, Halberstädter Fehde, Meißener Stiftsfehde) waren innerdeutsche Kriege um die Vorherrschaft auf dem Teltow und dem Barnim im Zuge des Landesausbaus nach Osten im 13. Jahrhundert.

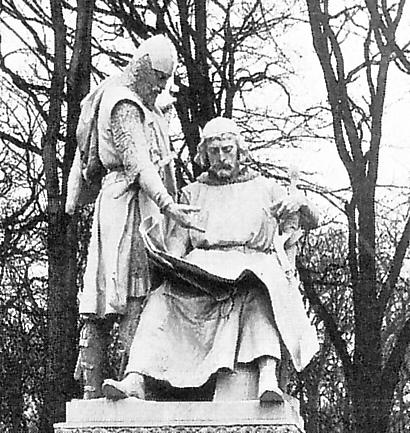
Johann I. (sitzend) und Otto III., Denkmal Siegesallee, 1900

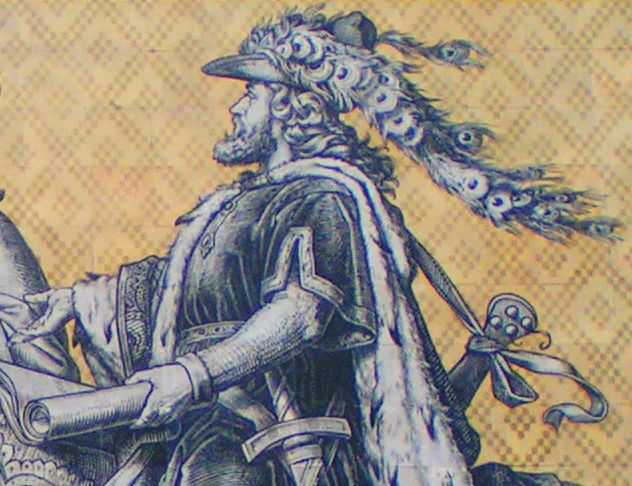
Heinrich der Erlauchte (Dresden, Fürstenzug, Ende 19. Jahrhundert)

Kontrahenten der bewaffneten Auseinandersetzungen, die zwischen 1239 und 1245 phasenweise zeitgleich an zwei Fronten stattfanden, waren:
- auf der einen Seite die gemeinsam regierenden askanischen Markgrafen der Mark Brandenburg Johann I. und Otto III.
- auf der anderen Seite der Wettiner Markgraf von Meißen Heinrich der Erlauchte, der Bischof des Erzstifts Magdeburg Wilbrand von Käfernburg sowie der Halberstädter Bischof Ludolf I. von Schladen.

In dieser Zeit bauten die Askanier Berlin-Kölln aus handels- und wirtschaftspolitischen Gründen und wegen seiner strategischen Bedeutung gegenüber dem wettinischen Köpenick gezielt aus und legten den Grundstein für die spätere Vormachtstellung der Stadt. Seit dem Sieg der Askanier 1245 gehörten nahezu der gesamte Teltow und Barnim dauerhaft zur Mark Brandenburg.

## Namensgebung und Ziel der Konflikte
Die Auseinandersetzungen des Hochmittelalters tauchen in geschichtlichen Darstellungen unter verschiedenen Namen auf. Die Begriffsgebung Teltow-Krieg oder Teltower Krieg oder auch Meißener Fehde verweist auf den Gegenstand und Schauplatz der Auseinandersetzung bzw. den Konfliktpartner, während der Begriff Magdeburger Krieg auf das phasenweise beteiligte Erzstift abhebt. Da die Askanier in beiden Konflikten das gleiche Ziel verfolgten, über die Gewinnung des Teltows/Barnims einen Zugang zur Oder und letztlich zur Ostsee zu schaffen, da beide Konflikte den gleichen Hintergrund hatten und teilweise ineinandergriffen, sind sie hier zur besseren Übersicht zusammengefasst. Die Märkische Fürstenchronik berichtet über diese Konflikte zu den Jahren 1240 und 1244, ohne ihnen einen besonderen Namen zu geben.
Teltow und Barnim sind geologische Platten und historische Landschaften südlich und nördlich des Berliner Urstromtals.

## Hintergrund

### Einflussbereiche um 1240
Im Jahr 1150 war Albrecht der Bär durch Erbvertrag mit dem Hevellerfürsten Pribislaw-Heinrich in den Besitz der Brandenburg gekommen. 1157 besetzte Jaxa von Köpenick aufgrund von Erbansprüchen für einige Monate die Brandenburg, aus der er aber am 11. Juni 1157 nach Übergabeverhandlungen gegen freien Abzug abrücken musste. Nach dem schrittweisen Landesausbau beherrschten Albrechts Urenkel Johann I. und Otto III. rund achtzig Jahre später unter anderem die westlichen und mittleren Teile des Teltows und Barnims. In einem östlichen Randstreifen der Gebiete saßen die Wettiner und konkurrierten mit den Askaniern um die Besiedlung der Region. Zentren der Wettiner waren die befestigten Teltow-Anlagen Mittenwalde und an der Mündung der Dahme in die Spree die Schlossinsel Köpenick, die 1920 zu Berlin kam. Die Grenze verlief somit in Nord-Süd-Richtung mitten durch das heutige Berliner Stadtgebiet.

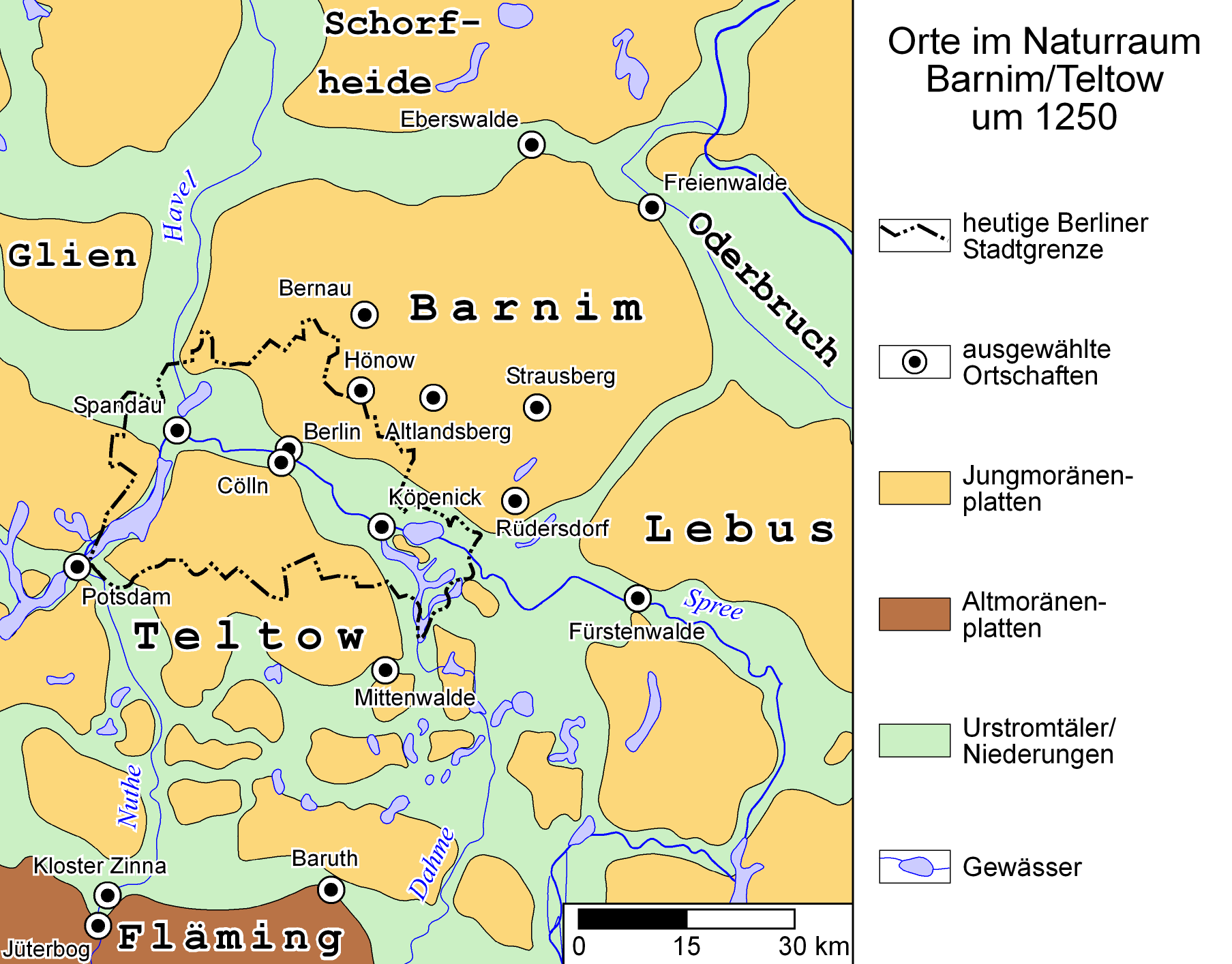
Naturraum Teltow und Barnim

Angeblich hatten die Wettiner Köpenick bereits 1178 von den Slawen erobert. Nach anderer Darstellung hatten sie Köpenick seit 1210 in Besitz, jedenfalls sind die Vorgänge, die zum Rückzug von Jaxa von Köpenick und etwaigen Nachfolgern Jaxas führten, unbekannt. Die Askanier drangen über die Besiedlung des Barnimnordrandes nach Osten vor, während die Wettiner von Süden aus bis kurz vor Strausberg vorstießen, das sich wiederum bereits in askanischer Hand befand.
Zudem besaß auch das magdeburgische Zisterzienserkloster Zinna in dem Bereich nordöstlich von Berlin, in dem Wettiner und Askanier aufeinanderstießen, umfangreiche Besitzungen um Rüdersdorf. Noch weiter östlich hatte das Erzstift Magdeburg das Land Lebus in Besitz beziehungsweise erhob Anspruch darauf, da es ihm vom Kaiser zugesprochen worden war. Die Magdeburger Dauerkonkurrenten der Askanier wollten den Weg nach Lebus sichern und hatten ihren Bestrebungen nach Osten schon 1170 mit der Gründung des Klosters Zinna in ihrem Jüterboger Gebiet Nachdruck verliehen. Sie waren über das Nuthetal nach Norden vorgedrungen.
Während sich die Siedlungsströme in der ersten Phase um 1200 weitgehend entlang der Flüsse Nuthe, Dahme, Panke oder Wuhle bewegt hatten, wurden nunmehr die Hochflächen Teltow und Barnim selbst „planmäßig aufgesiedelt und unter den Pflug genommen“.

### Ausbau Berlin-Köllns durch die Askanier
Beide Seiten sicherten ihre Gebiete mit Burgen, befestigten Anlagen, Aufsiedlungen und Handelswegen. Gezielt bauten die Askanier die bereits bestehenden Marktflecken der späteren Doppelstadt Berlin-Kölln als Handelsplatz, Furt durch die Spree und Zentrum neuer Handelsrouten gegen das benachbarte Köpenick aus. Die massive Förderung Berlins „muss wohl im Zusammenhang mit dem Entscheidungskampf um den Barnim gesehen werden.“ In dem Maße, in dem Berlin-Kölln an Bedeutung zunahm, verlor das bisherige askanische Machtzentrum in der Region, die Burg und Residenz Spandau, an strategischem Gewicht.

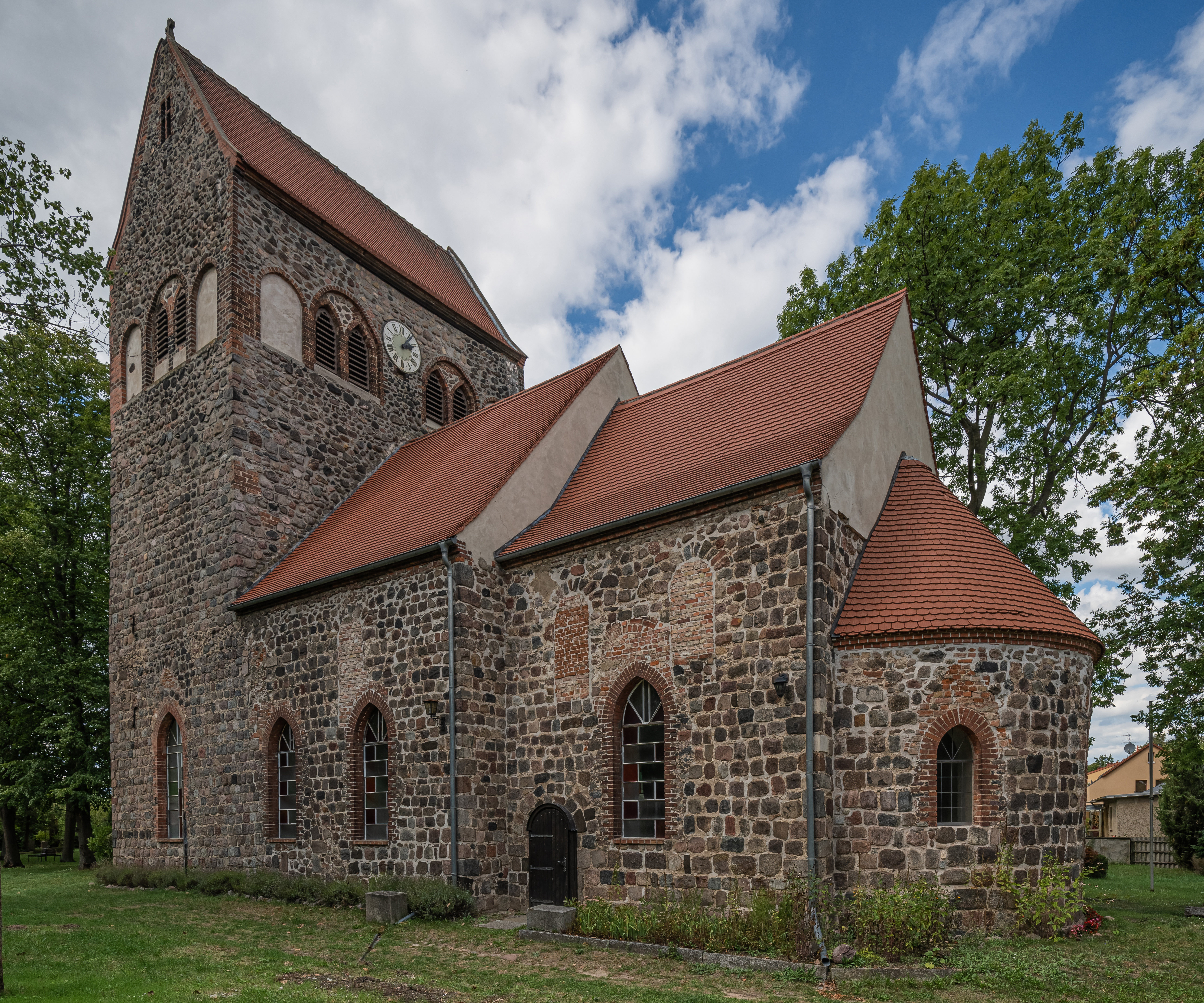
Feldsteinkirche in Hönow, gebaut vor 1250

Den nordwestlichen Teltow sicherten die Markgrafen, unterstützt vom Templerorden im Komturhof Tempelhof, durch Dörfer wie Marienfelde, dem später eine Dörferkette mit Mariendorf, Rixdorf und Tempelhof folgte. Sämtliche Dörfer sind heute Ortsteile Berlins. Wer ihre Ansiedlung veranlasste (Askanier, Wettiner, die Erzbischöfe von Magdeburg oder die Herzöge von Schlesien) ist bis zum heutigen Tage in der Forschung umstritten.
- Siehe ausführlich Entwicklung des Berliner Raums

### Ausbau der Herrschaft Hönow durch die Wettiner
Die Ergebnisse jüngerer archäologischer und etymologischer Forschungen legen nahe, dass die Wettiner versuchten, von ihrer Köpenicker Burg aus das Dorf Hönow nordöstlich des heutigen Berlins zum Zentrum einer kleinen Herrschaft zu entwickeln. Laut Uwe Michas wurde am Hönower See vor einigen Jahren ein Turmhügel entdeckt, der von einem Graben umgeben war. Sternförmig gruppierten sich Dörfer um Hönow wie Hellersdorf (ausgegrabener Holzpfosten, dendrochronologisch datiert auf 1218) und Blumberg oder Altlandsberg und Falkenberg. Die beiden letztgenannten Ortsnamen könnten auf Namensübertragungen aus den wettinischen Stammländern zurückgehen (Landsberg bei Halle (Saale), Falkenberg Ortsteil von Halsbrücke). In Altlandsberg soll Anfang des 13. Jahrhunderts eine deutsche Burg mit Suburbium um die heutige Stadtkirche entstanden sein.
Das Aufeinandertreffen der Herrschafts- und Siedlungsinteressen rief nach einer Entscheidung.

## Die Kriege
Wie weit genau die jeweiligen Einflussgebiete reichten, ist unbekannt. Auch scheinen die Besitzrechte bei Köpenick und Mittenwalde mehrfach gewechselt zu haben. Zudem waren die Interessenlagen offenbar nicht immer so klar abgegrenzt, wie bislang idealtypisch vereinfachend umrissen. Letzter Anlass für den knapp sieben Jahre währenden Krieg war dann die sogenannte Halberstädter Fehde.

### Auslöser Halberstädter Fehde und Verrat

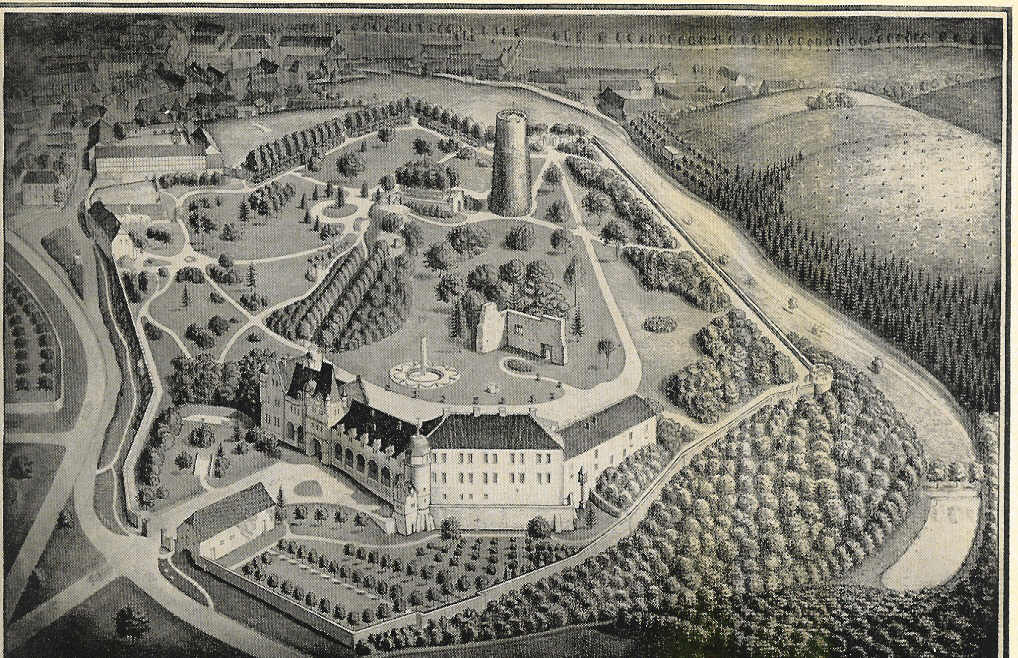
Kriegsauslösende Burg Alvensleben. Im Vordergrund die Veltheimsburg, die ehemalige Markgrafenburg. Zeichnung von Anco Wigboldus 1937

Die beiden wettinischen Burgen Köpenick und Mittenwalde sollen laut Darstellung von Georg Sello bereits im ersten Drittel des 13. Jahrhunderts in der Hand der Brandenburger Markgrafen gewesen sein. 1239 nahmen die Markgrafen auf der Seite ihrer ehemalige Magdeburger Kriegsgegner an einem Feldzug gegen das Bistum Lebus teil, das der Kaiser dem Erzbistum Magdeburg zugesichert hatte. Der Feldzug scheiterte überraschend. Anschließend machte der Wettiner seine Rechte an Köpenick und Mittenwalde geltend. Im guten Glauben an die Neutralität ihres Kriegspartners im Lebusfeldzug sollen die Brandenburger die Burgen bis zu einer gerichtlichen Klärung an den Magdeburger Erzbischof übergeben haben. Hinzu kam ein Streit von Johann I. und Otto. III. mit dem Bischof von Halberstadt um den Besitz der Burg Alvensleben, deren Befestigungsanlagen die Brandenburger Markgrafen mit der Markgrafenburg unmittelbar neben der Bischofsburg erweitert hatten. (Halberstädter Fehde).
In dieser Situation sah der Magdeburger Erzbischof offenbar die Chance, sich mit Waffengewalt der askanischen Konkurrenten zu entledigen und sich einen Weg nach Lebus durch askanisches Gebiet auf dem Barnim zu sichern. Er händigte die Burgen Köpenick und Mittenwalde den Wettinern aus und verbündete sich mit den Wettinern und Bischof Ludolf von Halberstadt gegen die Askanier.

### Verlauf der Kriege
Die Askanier sahen sich nunmehr in einen Zweifrontenkrieg gezwungen. Otto III. zog gegen Köpenick und schleifte 1240 die Burg, musste sich allerdings wieder zurückziehen und im Gegenzug Verwüstungen der askanischen Barnimbesitzungen vor Strausberg durch die Wettiner hinnehmen. (Teltow-Krieg).
Johann I. zog gegen die beiden Bischöfe, die in die Altmark eingefallen waren. In einer siegreichen Schlacht an der Biese zwischen Stendal und Wittenberge soll es ihm gelungen sein, Bischof Ludolf von Halberstadt gefangen zu nehmen. Der Magdeburger Bischof Wilbrand von Käfernburg trat den Rückzug an, bildete mit Wettiner Hilfe ein neues Heer und führte es gegen die Brandenburg, wo er von Johann I. erneut und in diesem Konflikt wahrscheinlich endgültig geschlagen wurde (Magdeburger Krieg).
An der anderen Front blieb sein Bruder Otto III. in einem entscheidenden Gefecht bei Mittenwalde gegen Heinrich den Erlauchten siegreich. Wahrscheinlich im Jahr 1245 waren sämtliche Kämpfe beendet, die laut Darstellung von Uwe Michas verheerend gewesen sind. Genaue Daten über das Ende der Kämpfe liegen nicht vor. Für 1245 spricht unter anderem, dass in diesem Jahr erstmals ein brandenburgischer, also askanischer Vogt in Köpenick nachweisbar ist.

## Ergebnis
Die Versuche Heinrich des Erlauchten, die Mark Lausitz auf Kosten der Mark Brandenburg nach Norden auszuweiten, waren mit seiner Verdrängung aus den Burgbezirken Köpenick und Mittenwalde im östlichen Teltow endgültig beendet. Seit 1245 gehören der gesamte Teltow und nahezu der gesamte Barnim dauerhaft zu Brandenburg. Damit war auch den weitergehenden Ansprüchen der Magdeburger in diesem Bereich des deutschen Landesausbaus ein Riegel vorgeschoben, auch wenn Rüdersdorf mit dem bedeutenden Kalksteinbruch Rüdersdorf als Außenbesitzung des Klosters Zinna noch für Jahrhunderte unter ihrem Einfluss blieb. Für die Askanier war der Weg weiter nach Osten zur Oder frei, die sie in den 1250er Jahren überschritten. Johann I. und Otto III. gründeten die ersten Teile der Neumark (Terra trans Oderam).